# Christoph Urban
Johann Christoph Urban (* 18. oder 30. Januar 1671 in Kuhna; † 19. April 1756 in Görlitz) war ein deutscher evangelischer Kantor und Dichter.

## Leben
Urban war ein Halbwaise aus einer sehr armen Familie, wodurch er eine schwere Kindheit und Jugend hatte. Von zu Hause an andere Orte geschickt, wo er viel ertragen musste, kam Urban letztlich nach Görlitz, wo er das Gymnasium besuchen konnte.
1694 ging er nach Leipzig, um zu studieren. Hier war er ein Schüler des Thomaskantors Johann Schelle, der ihn in seinem Chor als Bassist einsetzte. Um seinen Lebensunterhalt bestreiten zu können, nahm Urban Kontakt zu Nicolaus Adam Strungk auf, der 1693 die erste Leipziger Oper gegründet hatte und der ihn, wie viele andere arme Studenten, in seinen Opern mit als Schauspieler verwandte. Trotzdem führte Urban zu dieser Zeit ein Leben voller Not. 
1697 war er Gründungsmitglied des „Görlitzer Collegium Poeticum“, das 1727 in „Deutsche Gesellschaft in Leipzig“ umbenannt wurde. Im Jahr 1698 bekam Urban eine Anstellung als Kantor und Lehrer an der Lateinschule in Torgau. Nun erstmals finanziell abgesichert, ging er im gleichen Jahr die Ehe mit Anna Elisabeth (1675–1742) ein, in der sieben Kinder geboren wurden. In Torgau trug Urban wesentlich mit zu den beliebten öffentlichen dramatischen Aufführungen und den „Actus oratorii“ bei. Obwohl er in der Schule und der Stadt sehr beliebt war, nahm Urbahn 1715 ein Angebot an, am Gymnasium Görlitz tätig zu werden, was seit seiner Jugend sein größter Traum war. 
Da es unter anderem seine Pflicht als Kantor war, stetig neue Musikstücke zu verfassen, schrieb er hier für den Schulrektor Grosser fast alle Musiken für die von ihm verfassten Texte. 1740 ging Urban in den Ruhestand.
Urban musste beruflich bedingt Texte und Kompositionen zu bestimmten Anlässen verfassen. Neben den unter „Werke“ genannten Texten ist von ihm noch die Abschiedsrede an die Stadt Torgau (1715), ein Glückwunschschreiben zum Namenstag des Torgauer Bürgermeisters Knorr, von 1716 und eine Beschreibung der Frauenkirche Görlitz aus dem gleichen Jahr bekannt. Privat widmete Urban sich der Dichtkunst, wovon allerdings sehr wenig erhalten blieb; dazu gehört das Kirchenlied „Gott weiß die allerbesten Wege“. Daneben pflegte er leidenschaftlich das Schönschreiben.

## Werke
- Als Dem Hoch-Edlen, Vesten und Hochgelahrten Herrn, Hrn. Moritz Nitzschen, Erb-Lehn- und Gerichts-Herrn auff Zscheckwitz [etc. J. U. … Welcher den 1. Novemb. 1722. früh umb 6. Uhr im Herrn seel. verschieden, Der letzte Ehren-Dienst Durch gewöhnliche Leichen-Ceremonien in der Kirchen zu Kreischa abgestattet wurde, Solte gegen Den Hochseeligen … gegen Die Hohen Hinterlassenen aber seine gebührende Condolence abstatten] (1722).
- Letztes und wohlverdientes Ehren-Mahl, Welches Bey Beerdigung Der Hoch-Edlen, Hoch-, Ehr- und Tugendbelobten Frauen, Frauen Benignen Elisabeth Reginen Döringin, gebohrnen Brunnerin, Des … Herrn Zachariä Dörings … Bürgermeisters … der Stadt Torgau, Nachgelassenen Frau Witwen, Am Tage ihres Begräbnisses, Welcher war der 6. Februar. dieses 1703. Jahres, Zum schuldigen Andencken … auffrichteteten Der Torgauischen Schule säm[m]tliche Collegen (1703).
- Auffrichtiges Andencken, Welches gegen den Wohl-Edlen … Herrn Paul Hermann … Raths-Herrn und … Gericht-Schreiber, Und Bürgermeister der Stadt Torgau, Bey dessen Volckreichen Exeqvien Am 27 April, 1704. Aus obliegender Schuldigkeit … entwerffen wolten Etliche Schul-Collegen zu Torgau (1704).
- Bey dem den 13. Novembr. 1708 mit Gott vollzogenen Sternickel- und Gantzlandischen Hochzeit-Festin Sollte mit diesen geringen Zeilen seine Aufwartung machen ein der sämtlichen Geehrtesten Gantzländischen Freundschafft ergebenster Diener (1708).
- Als Die mit Gott angefangene Nitzsch- und Schrammische Verlobung, Am 30. Mäy 1702. Durch priesterliche Copulation Christ- und glücklich vollzogen wurde, Wollten ihren hertzlichen Glück-Wundsch und Observantz abstatten Die Torgauischen Schul-Collegen (1702).
- M.G. An dem Wildenstein- und Gierthischen Hochzeitsfeste, welches 1709 … celebriret wurde, gab dieses Blatt zu lesen (1709).
- Bey der am 30. Octobr. 1708 … : [Hochzeitsglückwunsch auf Schramm und Ringenhayn, 30. Okt. 1708]
- Bey der am 25. May … : [Nachruf auf Christian Gantzland, Baumeister, +20. Mai 1710]
- Bey der in Torgau, d. 12. Febr. 1709. Mit Gott glücklich-vollzogenen Schreck- und Rollischen Hochzeit Sollte, unter hertzlichem Wunsche vergnügter Ehe, dieses Blatt zu lesen geben Der Rollischen Freundschafft ergebener Diener
- Bey der den 30. Octobr. 1708 mit Gott glücklich-vollzogenen Schramm- und Ringenhäynischen Hochzeit Sollte, unter hertzlichem Wunsche vergnügter Ehe, Etwas weniges von der itzo-gewöhnlichen Art derer Hochzeit-Verse zu lesen geben.